# 51 Arietis
51 Arietis è una stella nana gialla nella sequenza principale di magnitudine 6,62 situata nella costellazione dell'Ariete. Dista 69 anni luce dal sistema solare.

## Osservazione
Si tratta di una stella situata nell'emisfero celeste boreale; grazie alla sua posizione non fortemente boreale, può essere osservata dalla gran parte delle regioni della Terra, sebbene gli osservatori dell'emisfero nord siano più avvantaggiati. Nei pressi del circolo polare artico appare circumpolare, mentre resta sempre invisibile solo in prossimità dell'Antartide. Essendo di magnitudine pari a 6,6, non è osservabile ad occhio nudo; per poterla scorgere è sufficiente comunque anche un binocolo di piccole dimensioni, a patto di avere a disposizione un cielo buio.
Il periodo migliore per la sua osservazione nel cielo serale ricade nei mesi compresi fra fine ottobre e aprile; nell'emisfero nord è visibile anche per un periodo maggiore, grazie alla declinazione boreale della stella, mentre nell'emisfero sud può essere osservata limitatamente durante i mesi dell'estate australe.

## Caratteristiche fisiche
La stella è una nana gialla nella sequenza principale molto simile al Sole, anche se pare più giovane, visto che l'età è stata stimata in un paio di miliardi di anni. La sua metallicità è più elevata del Sole, ha una presenza di ferro del 40% maggiore rispetto al Sole.
Possiede una magnitudine assoluta di 4,85 e la sua velocità radiale positiva indica che la stella si sta allontanando dal sistema solare.